# Incisitermes
Incisitermes es un género de termitas  perteneciente a la familia Kalotermitidae que tiene las siguientes especies:

## Especies
- Incisitermes arizonensis (Snyder, 1926)
- Incisitermes banksi (Snyder, 1920)
- Incisitermes emersoni (Light, 1933)
- Incisitermes fruticavus Rust, 1979
- Incisitermes immigrans (Snyder, 1922)
- Incisitermes marginipennis (Latreille, 1811)
- Incisitermes milleri (Emerson, 1943)
- Incisitermes minor (Hagen, 1858)
- Incisitermes nigritus (Snyder, 1946)
- Incisitermes perparvus (Light, 1933)
- Incisitermes platycephalus (Light, 1933)
- Incisitermes schwarzi (Banks en Banks y  Snyder, 1920)
- Incisitermes seeversi (Snyder y Emerson, 1949)
- Incisitermes snyderi (Light, 1933)